# Susanne Bartsch
Susanne Bartsch (* 4. August 1968 in Hannover) ist eine deutsche Schriftstellerin.

## Leben
Bartsch legte 1989 die Reifeprüfung an einer Gesamtschule in Hannover ab. Anschließend hielt sie sich längere Zeit in San Francisco auf und begann ein Studium der Politikwissenschaft und Geschichte. Seit 1992 veröffentlicht sie erzählende Texte, Drehbücher und Hörspiele, daneben schrieb sie Artikel und Rezensionen für die Wochenzeitung "Der Freitag" und das Frauenmagazin "Allegra". Seit 2006 studiert sie Psychologie.
Bartsch erhielt 1996 ein Stipendium der Arno-Schmidt-Stiftung und des Nordkollegs Rendsburg, 1997 ein Stipendium der Kester-Haeusler-Stiftung in Fürstenfeldbruck sowie 1998 ein Stipendium der Drehbuchwerkstatt München.

## Werke
- Familienquiz, München 1993
- Rent a friend, Frankfurt am Main 1999
- Campingsaison, Berlin 2004
- Kommissar Dobranski, mehrere Folgen, 2006/2007